# Paesi tuoi
Paesi tuoi è un romanzo di Cesare Pavese scritto nel 1939 e pubblicato nel 1941.

## Trama
Berto e Talino, compagni di cella, vengono dimessi dalla prigione. Il primo è un meccanico torinese "andato in malora per aver schiacciato un ciclista" e il secondo un contadino che è stato accusato di aver dato fuoco a una casa. Camminano per le vie della città e Berto non riesce a liberarsi di Talino che insiste perché vada con lui al paese. Finalmente Berto riesce a liberarsene e, dopo aver trascorso alcune ore con Michela, la donna di Pieretto che è ancora in carcere, si decide a raggiungere Talino alla stazione.
Berto segue così Talino al paese e gli viene dato l'incarico di occuparsi della trebbiatrice nel periodo della mietitura. Alla fine del lungo tragitto in treno compiono un tratto di strada a piedi e Berto, guardandosi intorno, si rende conto di trovarsi in un paesaggio misterioso.
Arrivato alla cascina, Berto conosce il vecchio padre di Talino, Vinverra, la madre e le quattro sorelle, e a poco a poco si adatta alle loro abitudini. Berto è attratto da Gisella, la più giovane delle sorelle. In seguito verrà a sapere che Talino in passato l'aveva violentata. Mentre si svolgono i lavori della mietitura, Gisella si reca al pozzo per attingere acqua e la porge a Berto perché si disseti. A questo punto scoppia la tragedia: Talino, roso dalla gelosia, provoca la sorella, che reagisce, ed egli le pianta nel collo il forcone.

Talino, che si era nascosto nel fienile, riesce a scappare, ma ritornerà il giorno dopo e, mentre Gisella sta ancora agonizzando, il padre decide di riprendere i lavori. Talino verrà arrestato dai carabinieri mentre Berto rimane per poco alla cascina e poi riparte. 

## Analisi del romanzo
Paesi tuoi suscitò forti reazioni, giustificate sia dalla bestiale violenza della passione di Talino che dall'argomento dell'incesto, materia tabù a quei tempi, oltre che dalla violenza del linguaggio, molto vicino a quello dialettale. Ma, come fanno osservare Marziano Guglielminetti e Giuseppe Zaccaria: "La violenza di Paesi tuoi, tuttavia, non è realistica, ma metaforica... Nel corso della narrazione si stabiliscono delle relazioni ricorrenti tra Gisella, la frutta (le mele in particolare) e l'acqua e, in questo gioco di riferimenti, che alludono a una trasparente realtà sessuale, è la chiave delle corrispondenze simboliche del romanzo. Queste, a loro volta, rimandano alla tragica conclusione, quando l'acqua del secchiello si rovescia e, con il sangue, impregna la terra. Pavese cerca di riprendere in questo romanzo i miti primitivi adattandoli all'ambiente della campagna e trasferendovi i tabù ancestrali, dall'incesto al sangue, mettendo in risalto la cieca follia di Talino per la quale lo scrittore si rifà a grandi esemplari classici del mito."

## Edizioni
- Paesi tuoi, Collana Narratori Contemporanei n.1, Torino, Einaudi, 10 maggio 1941.
- Paesi tuoi, Collana Supercoralli, Einaudi, 1961,  p. 471.
- Paesi tuoi, Oscar Mondadori, Arnoldo.Momdadori Editore, 1970,  p. 192.